# الن تری
الن تری (به انگلیسی: Dame Ellen Terry) بازیگر تئاتر انگلیسی که در یک خانواده هنری در ۲۸ فوریه ۱۸۴۷ زاده شد و در ۲۱ ژوئیه ۱۹۲۸ وفات یافت. وی بازیگری خود را از نمایشنامه شکسپیر در لندن آغاز کرد. او در سن شانزده سالگی با فردی مسن تر از خودش به نام جورج فردریک واتسون ازدواج کرد. اما آنها بعد از یک سال از هم جدا شدند؛ و بعد از مدتی دوری از بازیگری به این حرفه بازگشت.